# Castillo de Kerjean
El castillo de Kerjean se encuentra en la localidad de Saint-Vougay, departamento de Finisterre, Bretaña, Francia. 
Testimonio de la prosperidad de Bretaña, esta antigua residencia señorial es uno de los ejemplos más bellos de arquitectura renacentista de la región. Está clasificado como Monumento histórico de Francia desde 1911.

## Historia

### Construcción

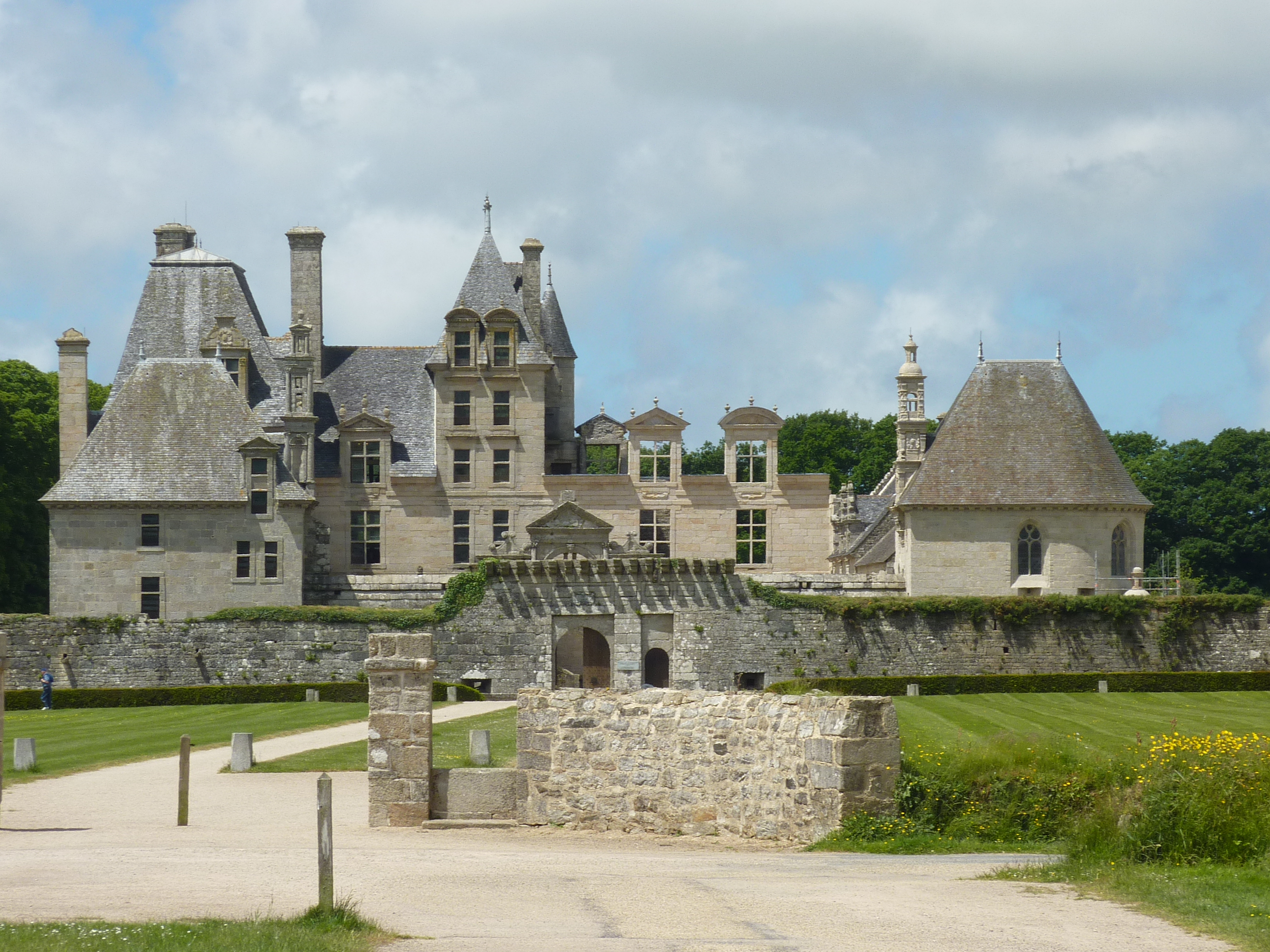
Vista general del castillo.

En la segunda mitad del siglo XVI, Bretaña y en particular la región de Léon, atraviesan un periodo de prosperidad económica. Es en este contexto en el que se inscribe la construcción de la residencia de la familia Barbier, que iba a superar a todas las residencias nobles de la región.
Lugar de recepción y de esparcimiento, el edificio sigue las reglas de la arquitectura del Renacimiento. Sin embargo, las preocupaciones de los Barbier no eran exclusivamente estéticas, puesto que se ordenó igualmente la construcción de un foso y de un recinto amurallado de forma trapezoidal flanqueado por un pequeño bastión en cada uno de los ángulos, conjunto completamente adaptado a los últimos progresos de la arquitectura militar de la época. 
Asimismo se creó un extenso parque a su alrededor y un gran palomar en sillería.

### Siglos XVII, XVIII y XIX

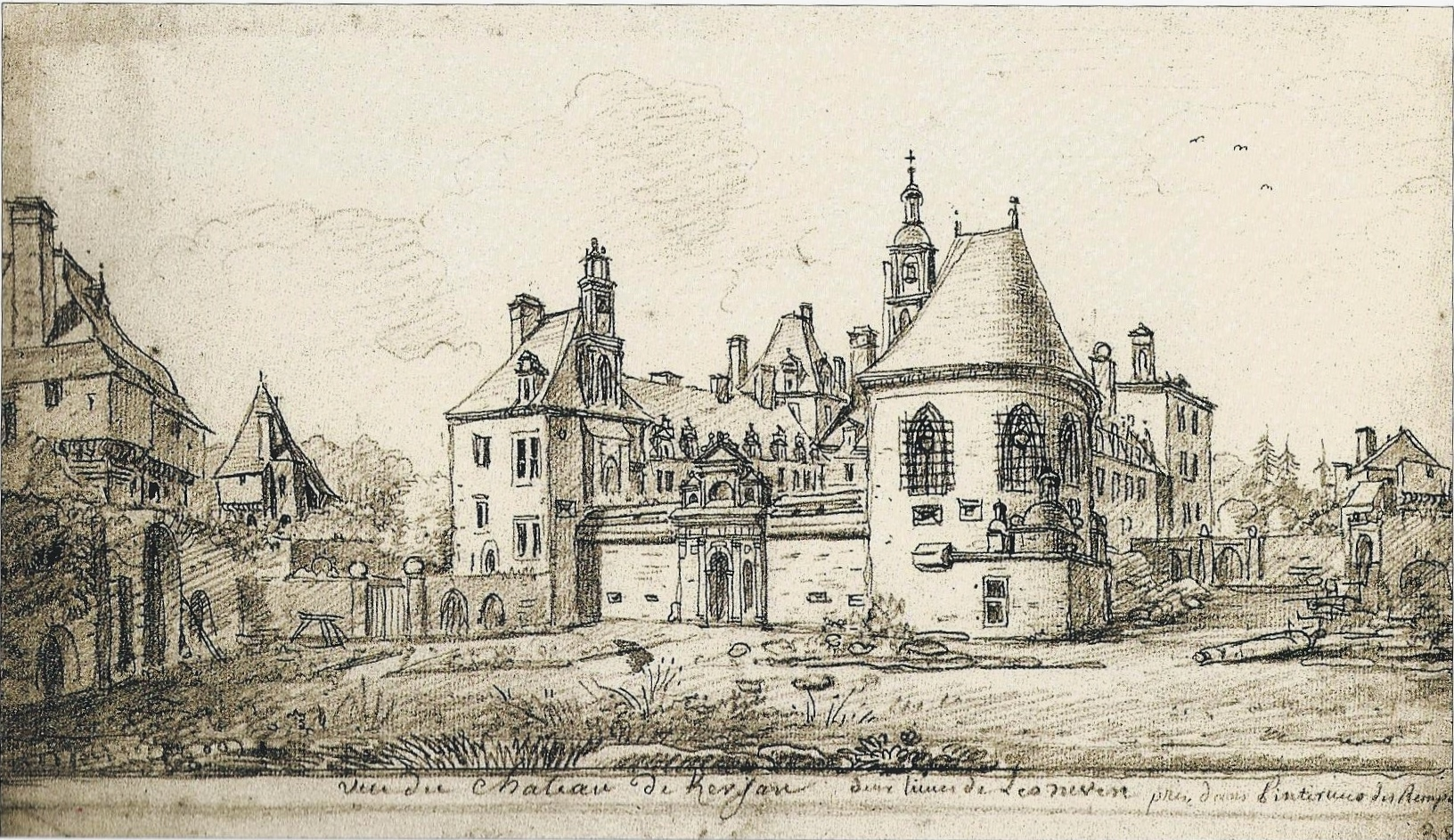
Louis-François Cassas: vista de Kerjean (dibujo de 1777)

En 1618 los Barbier pidieron a Luis XIII que su dominio fuera erigido en marquesado. Sin embargo, durante el resto del siglo el edificio fue desatendido y no recobró su esplendor hasta que la familia Coatanscour lo adquirió. 
Testimonio de este momento fue el fasto con el que la marquesa de Coatanscour recibía a sus invitados, periodo que terminaría tras su arresto y posterior guillotinamiento durante la Revolución francesa. 
Tras pasar brevemente por manos del Estado durante la Revolución, Kerjean es vendido a la familia Brilhac, quien desmantela en parte el castillo. 

### SigloXX
Tras pasar a ser propiedad de otras familias durante el siglo XIX, el Estado francés adquirió finalmente el castillo en 1911. 
Desde 1985 el conjunto ha pasado a ser propiedad del Conseil général du Finistère, quien completó su restauración en 2005.

## Galería de imágenes

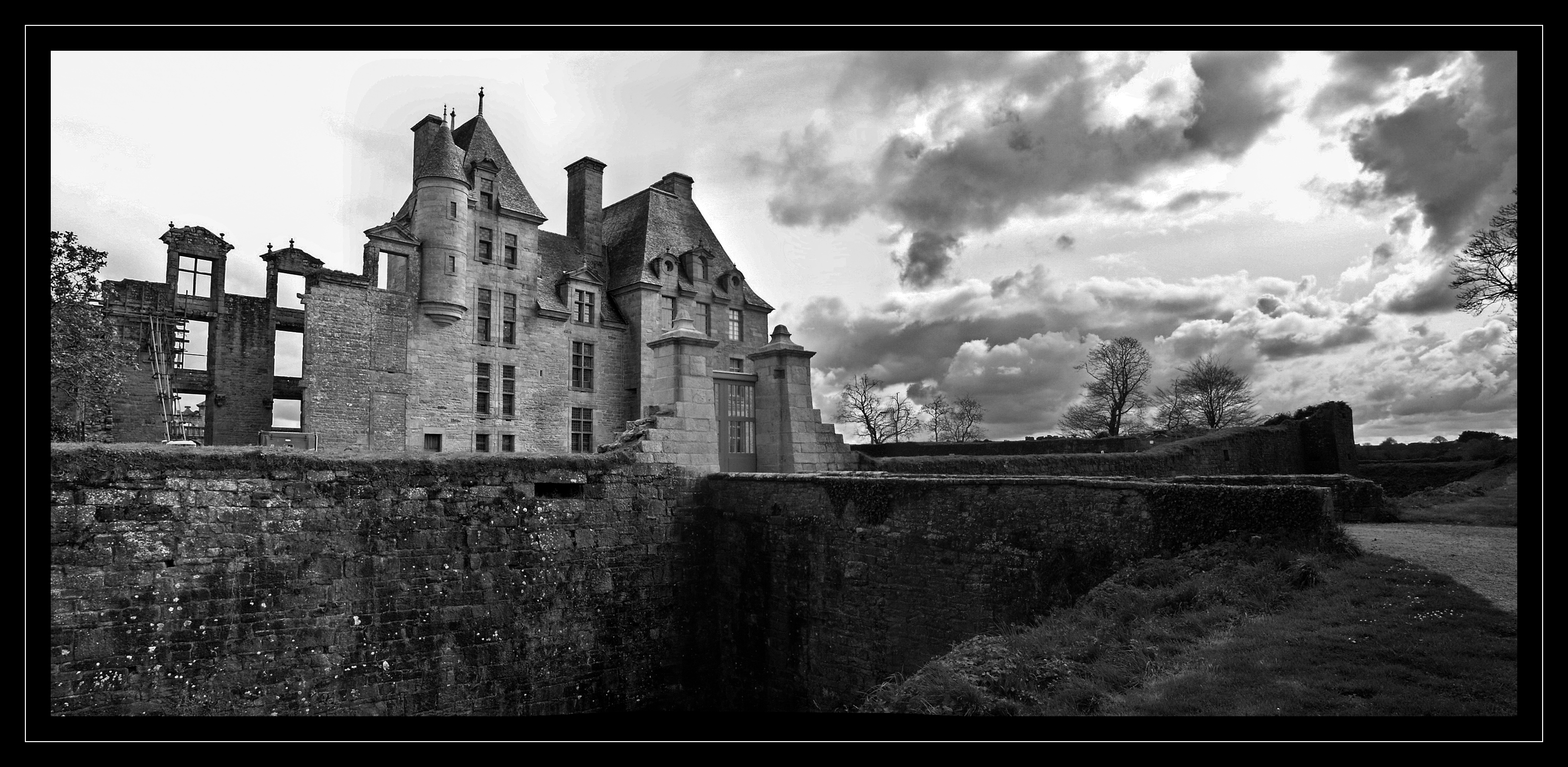
Vista del castillo.
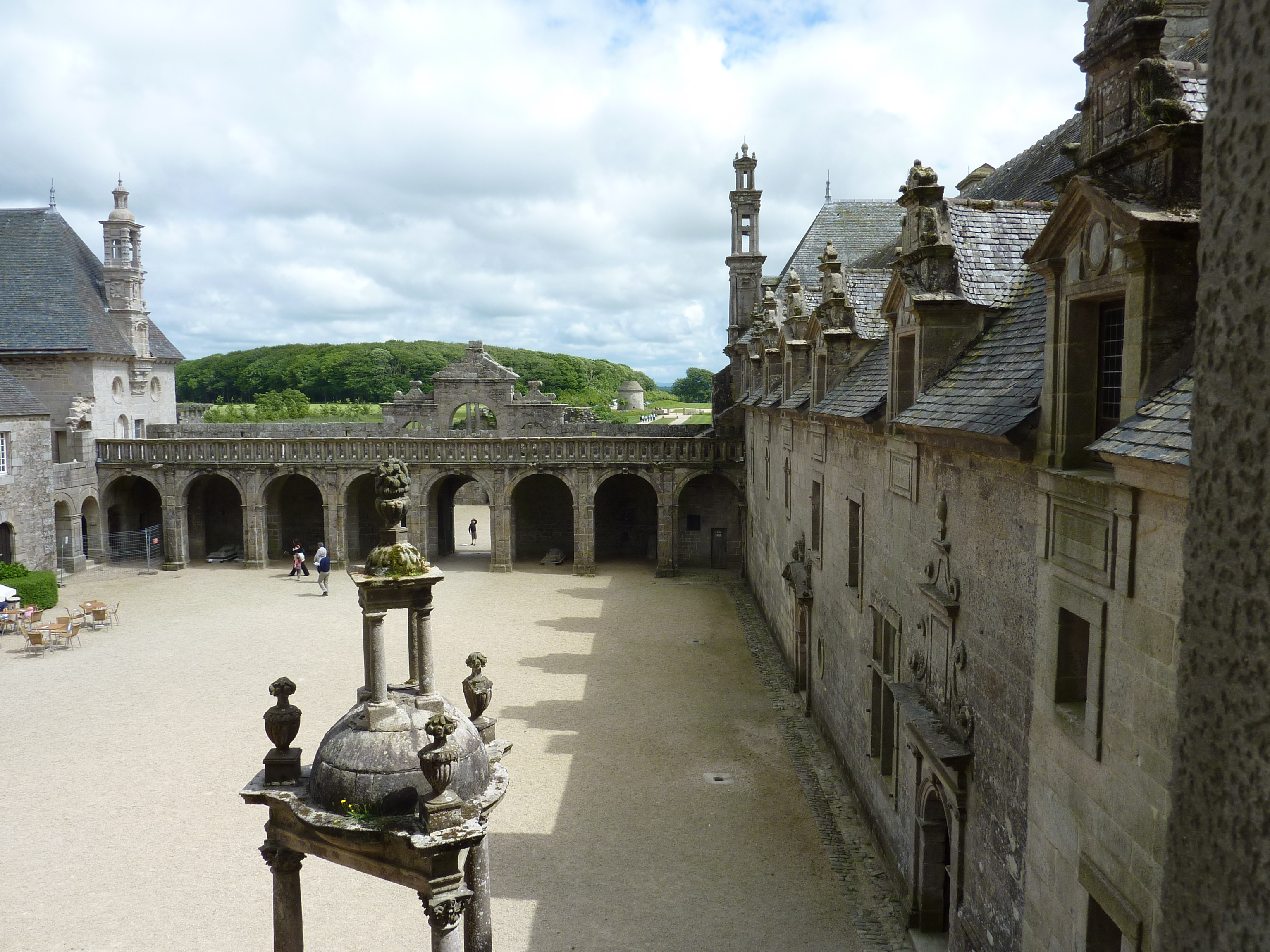
Patio, entrada y capilla vista desde la residencia señorial.
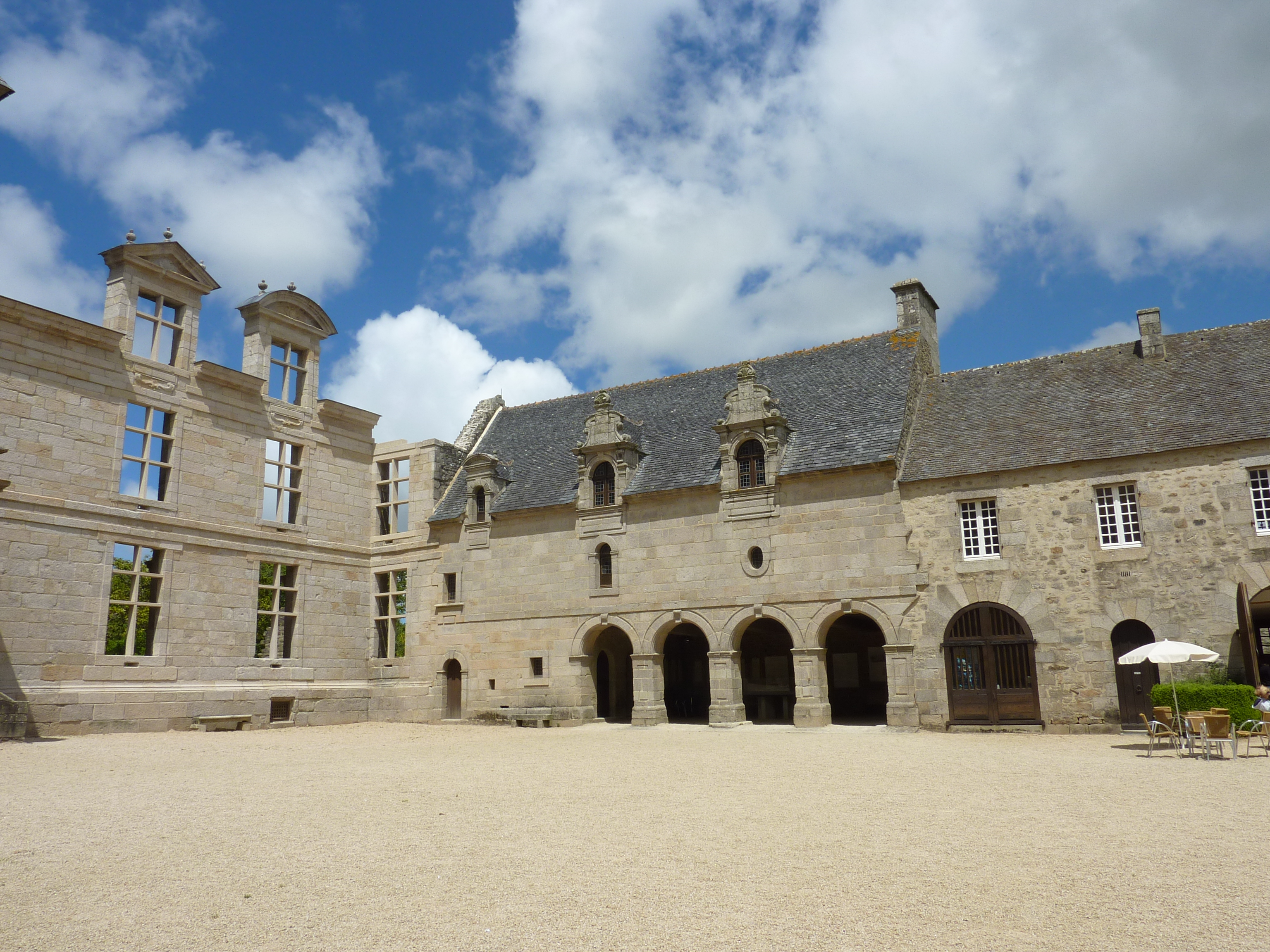
Patio interior: ángulo noreste.
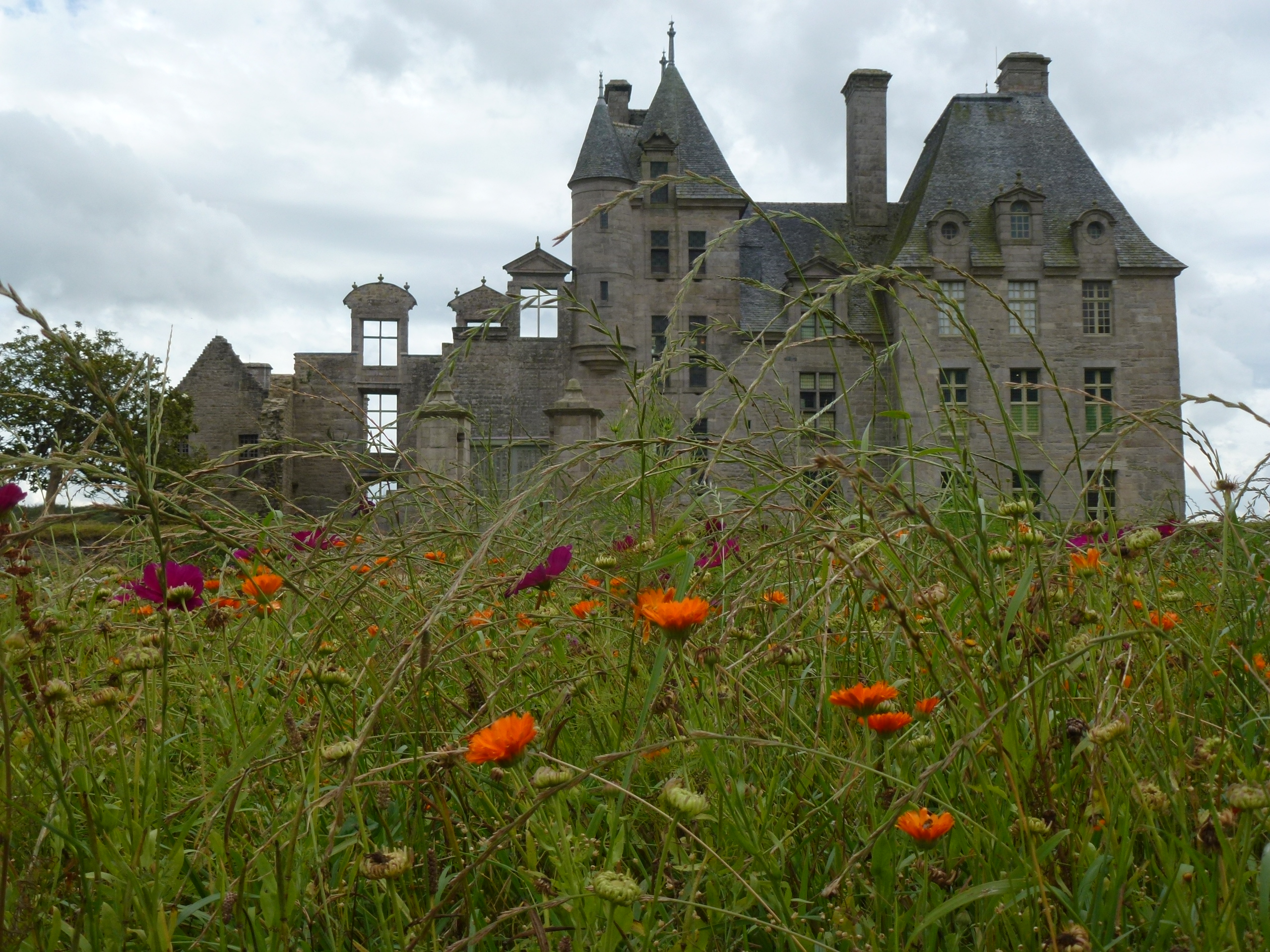
Cara norte.
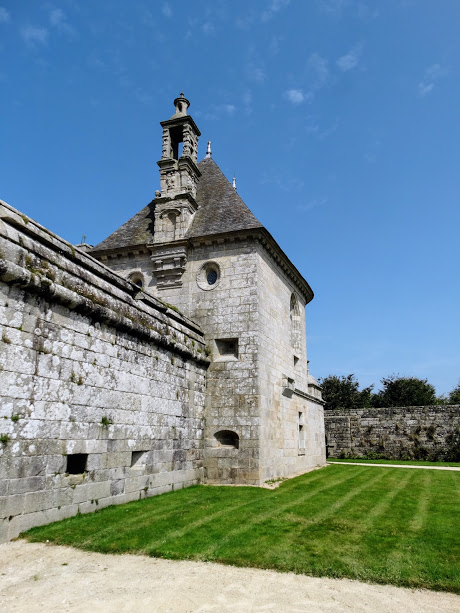
Torre de esquina bien conservada
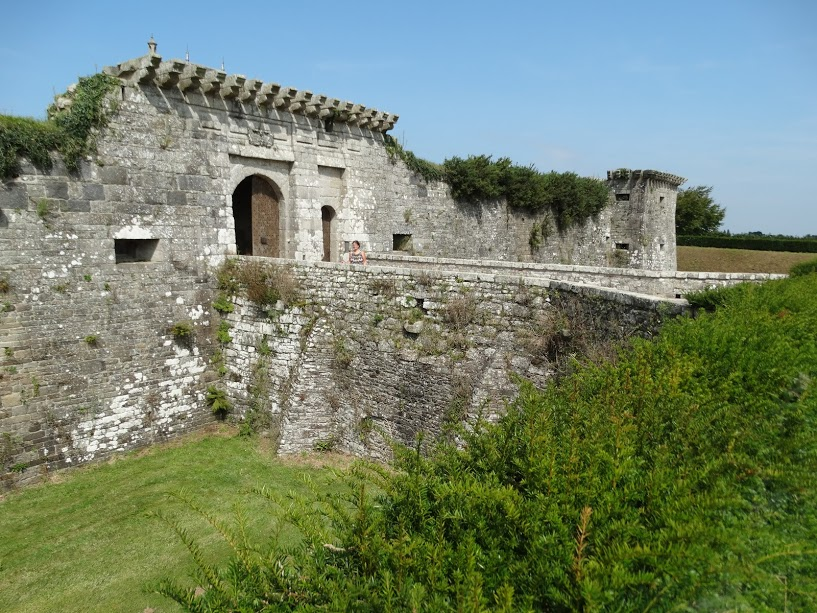
Zanja y fortificaciones exteriores
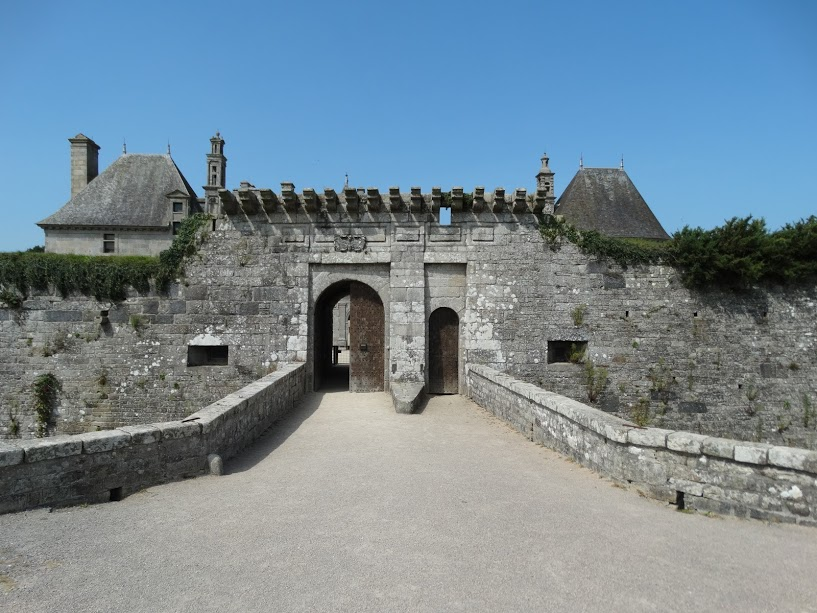
Puerta exterior